# 이피클레스

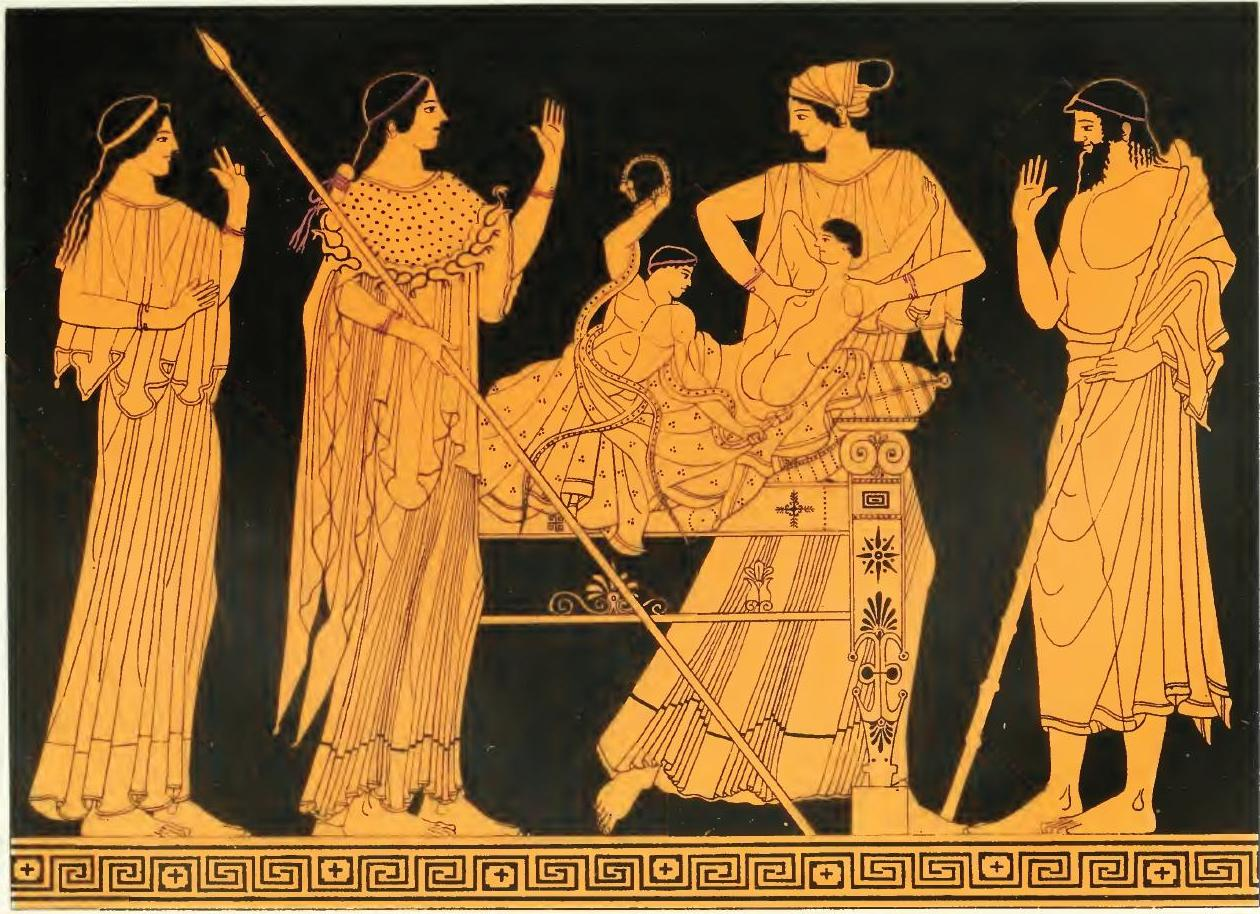

이피클레스는 암피트리온과 알크메네의 아들로 헤라클레스의 쌍둥이 형이다.

## 유년기
헤라클레스와 이피클레스가 태어난지 10달이 되었을 때, 헤라가 태어난 헤라클레스를 죽이기위해 독사 두마리를 보낸다. 그 때 이피클레스는 뱀을 보고 겁에질려했으나, 헤라클레스는 독사 두마리를 죽이며 싱글벙글 웃었다 한다. 이를 본 암피트리온은 둘째 아들 헤라클레스가 제우스의 아들이고 첫째 아들 이피클레스가 자신의 친아들임을 알게 되었다. 그리고 이피클레스와 헤라클레스가 14살이 되던해 암피트리온은 두 아들에게 각종 무예나 학문을 가르쳤다고한다 이피클레스와 헤라클레스는 쌍둥이다. 다시 말해 이피클레스는 헤라클레스의 쌍둥이 형이다.

### 생애
헤라클레스가 테베를 구박한 오르키모노스 왕의 사신에게 대들어 전쟁이 벌어진다. 당시 테베의 시민들은 싸워보지도않고 도망치려고 했다. 하지만 헤라클레스와 이피클레스는 시민들을 '신은 스스로 무장하지 않는 자를 돕지 않는다.'라고 설득해 350명이넘는 테베의 젊은 남자들을 훈련시켰다. 그 덕에 오르키모노스 왕에게 이기고 테베의 크레온왕은 자신의 큰딸 메가라를 헤라클레스에게 작은딸을 이피클레스에게 아내로 주었다. 또한, 이피클레스는 동생 헤라클레스가 12가지 과업을 할 때 많은 도움을 주었다고 한다.
이후 헤라클레스가 아우게이아스 왕에게 복수를 하러 갔을때에 이피클레스도 함께 참여하나, 왕의 병사들의 기습공격을 받던중 심장이 창에 찔려 죽고만다. 싸움이 끝난후 헤라클레스는 형을 죽게만든 아우게이아스에게 더욱 증오심이 생겨 그를 죽이고 그의 맏아들 필레우스를 왕으로 추대했다. 그 후 싸움에서 죽은 형 이피클레스를 애도하면서 양지바른곳에 장례를 치러주었다고한다.